# 羅日尼 (布羅瓦里區)
50°40′2″N 30°44′22″E / 50.66722°N 30.73944°E
羅日尼（烏克蘭語：Рожни）是位於烏克蘭北部的村莊，由基辅州布羅瓦里區的扎濟姆亞市鎮負責管轄。該村始建於1483年，面積4.59平方公里，海拔高度97米，2001年人口1,208，人口密度每平方公里263.2人。